# International Journal of American Linguistics
International Journal of American Linguistics es una revista científica estadounidense dedicada al estudio de las lenguas indígenas americanas, fundada en 1917.

## Historia
Fue fundada en 1917 por Franz Boas y Pliny Earle Goddard. Dedicada al estudio de las lenguas indígenas americanas. colaboraron en los inicios de la publicación autores como William Thalbitzer, Christianus Cornelius Uhlenbeck, Paul Rivet, Edward Sapir y Leonard Bloomfield, entre otros. Tuvo gran importancia en su ámbito, según Alfred Louis Kroeber. En enero de 1974, la revista, que hasta dicha fecha venía siendo editada por la Universidad de Indiana, pasó a serlo por  University of Chicago Press.